# Bono Zvonimir Šagi
Bono Zvonimir Šagi (Brodarovec, župa i općina Maruševec, 11. prosinca 1932. – Varaždin, 16. studenog 2020.) hrvatski franjevac kapucin Hrvatske kapucinske provincije sv. Leopolda Bogdana Mandića, provincijal. Brat hrvatskog franjevca kapucina, jednog od vodećih hrvatskih katoličkih teologa dvadesetog stoljeća, sveučilišnog profesora Tomislava Janka Šagija-Bunića.

## Život
Rođen u Brodarovcu. Osnovnu školu pohađao u Druškovcu i Maruševcu. U Varaždinu i Zagrebu pohađao gimnaziju. 4. listopada 1955. u Zagrebu položio je doživotne zavjete. Zaređen je za svećenika 2. studenoga 1958. u Varaždinu. Studirao na Katoličkom bogoslovnom fakultetu u Zagrebu na kojem je diplomirao teologiju 1959. godine. 
Svećeništvo počeo kao vjeroučitelj. U župi sv. Mihaela u Zagreb/Dubravi bio je vjeroučitelj od 1958. do 1961. godine. Župnik u Varaždinu u župi Sv. Vida. Po ukidanju vjeronauka u školi, Bono Zvonimir Šagi je organizirao redovni tjedni vjeronauk u župi za srednjoškolce i studente. Bio je prvi u Zagrebu koji je to napravio. Hrabro je okupio mlade. Neki svećenici i časne sestre nisu s odobravanjem na to gledali, jer su još uvijek muška i ženska gimnazija bile odvojene. Uredio je dvoranu, a jer zakon je onda nalagao da sve u svezi za vjeronauk smije ići samo u crkve, dvoranu je nazvao Kapelom kršćanskog nauka. Organizirao je svakodnevnu propovijed i nedjeljne teme, poslije mise razgovarao s vjernicima, petkom su na redu bila pitanja vjernika na koja je odgovarao i često su s pitanjima dolazili oni koji nisu bili vjernici. 
Držao je predavanja iz filozofije i teologije. Opsežnošću i organiziranošću zadivio je kardinala Franju Šepera, koji je jednom prigodom pitao fra Bonina brata 'Što je tvoj brat napravio fakultet?'. Vizitator je fra Bonu Zvonimira Šagija pohvalio za rad s mladeži. Od 1961. do 2008. bio je župnik. Prije njega nije bilo večernjih misa pa ih je prvi uveo u župi. 
Obnašao je dužnost gvardijana. Provincijal je bio u više navrata. Do prije osamostaljenja Hrvatske predsjedavao konferencijom Viših redovničkih poglavara u bivšoj državi. Četrnaest godina predavao je na Institutu za kršćansku duhovnost pri KBF-u u Zagrebu. Od 1987. je pet godina uređivao AKSA-u (Aktualnosti Kršćanske sadašnjosti). Od sljedeće godine naredno je desetljeće bio glavni urednik revije Kršćanske sadašnjosti za propovjednike Služba Riječi.

## Djela
Napisao je više knjiga i više stotina stručnih, znanstvenih, publicističkih članaka i eseja iz područja pastoralne (kontekstualno-praktične) teologije, suvremenom kršćanske duhovnosti, praktične problematike redovništva i socijalnog nauka Crkve. Članke objavio u Svescima, Bogoslovskoj smotri i dr. Dvadesetak godina pisao kolumnu U sadašnjem trenutku u KANI, katoličkoj obiteljskoj reviji Kršćanske sadašnjosti. U reviji Služba Riječi napisao devet godišta homilija za sve nedjelje i blagdane u godini. Sudionik teoloških i inih simpozija, javnih tribina, Teoloških četvrtaka Kršćanske sadašnjosti i dr.
Knjige:
- Nove strukture pastve
- Na poprištu redovničke obnove
- Traganja za novom crkvenom praksom
- Kršćanski laik u socijalističkom društvu
- Izazovi otvorenih vrata
- Laici i svjetovna dimenzija Crkve
- Sa svjetiljkom vjere u društvenoj zbilji
- Da sol ne obljutavi – kršćanski pristup društvenim problemima
- Pastoral župne zajednice
- Put i usput redovništva
- Prag na trag – Četrdeset godina Drugog vatikanskog koncila
- Molitva i misli mira u vrijeme rata – Homilije u dane molitve za mir i domovinu
- Riječ Božja u promišljanju trenutka , knjiga nedjeljnih i blagdanskih homilija
- Svaki dan u zrcalu Božje riječi

## Vanjske poveznice
- Svjetlo riječi  Arhivirana inačica izvorne stranice od 23. travnja 2017. (Wayback Machine) Razgovarao Anto Pranjkić. Fra Bono Zvonimir Šagi: Crkva je drevni bunar iz kojega uvijek teče svježa voda, 25. veljače 2016.